# Sipić
Sipić (cyr. Сипић) – wieś w Serbii, w okręgu szumadijskim, w gminie Rača. W 2011 roku liczyła 430 mieszkańców.